# Leen van der Waal
Leendert (Leen) van der Waal (ur. 23 września 1928 w Ridderkerku, zm. 10 września 2020) – holenderski polityk i inżynier, deputowany do Parlamentu Europejskiego II, III i IV kadencji.

## Życiorys
Ukończył w 1953 inżynierię mechaniczną na Uniwersytecie Technicznym w Delfcie. Pracował jako inżynier, przez około 30 lat był zawodowo związany z koncernem paliwowym Esso, od 1979 do 1984 jako dyrektor działu morskiego i śródlądowego Esso-Benelux.
Zaangażował się w działalność polityczną w ramach Politycznej Partii Protestantów (SGP). W 1984, 1989 i 1999 jako lider listy wyborczej (lijsttrekker) porozumienia prawicowych partii chrześcijańskich SGP/GPV/RPF uzyskiwał mandat posła do Europarlamentu, który złożył w 1997 w trakcie IV kadencji PE.
Odznaczony Kawalerią Orderu Oranje-Nassau (1997).